# Codemasters
A Codemasters Software Company Limited (kereskedelmi neve: Codemasters) egy brit videojáték-fejlesztő és -kiadó. Székhelye az angliai Southamben található. Az amerikai Electronic Arts vállalat leányvállalata. A céget Richard és David Darling alapították 1986 októberében. A Codemasters az egyik legrégebbi brit játékstúdió. 2005-ben a Develop magazin a legjobb független videojáték-fejlesztőnek választotta.
A Codemasters Group Holdings plc volt a Codemasters holdingtársasága, amely tőzsdén volt jegyezve, és a Codemasters Software Company Limited tulajdonosa volt, amíg 2021-ben az EA meg nem vásárolta 1,2 milliárd dollárért.

## Története

### 2010–2020
2010. április 5-én az indiai Reliance Big Entertainment 50%-os részesedést szerzett a vállalatban. Ugyanez évben később a Codemasters elindította a Lord of the Rings Online ingyenesen játszható változatát.

## Videójátékai
| Év   | Cím                                          | Műfaj                        | Platform                                                                                       | Forrás          |
| ---- | -------------------------------------------- | ---------------------------- | ---------------------------------------------------------------------------------------------- | --------------- |
| 1986 | Super Robin Hood                             | Platform                     | Amiga, Amstrad CPC, ZX Spectrum, C64, Atari ST, Amiga, NES                                     | [ 2 ]           |
| 1986 | BMX Simulator                                | Verseny                      | Amiga, Atari 8-bit, Atari ST, Amstrad CPC, C64, MSX, ZX Spectrum                               | [ 3 ]           |
| 1987 | Ghost Hunters                                | Platform                     | Amstrad CPC, ZX Spectrum                                                                       | [ 4 ]           |
| 1987 | Grand Prix Simulator                         | Verseny                      | Amstrad CPC, C64, ZX Spectrum, Atari 8-bit                                                     | [ 5 ]           |
| 1987 | Dizzy – The Ultimate Cartoon Adventure       | Kaland, platform             | C64, Amstrad CPC, ZX Spectrum                                                                  | [ 6 ]           |
| 1987 | Professional Ski Simulator                   | Sport                        | Amstrad CPC, ZX Spectrum, C64 Atari ST, Amiga                                                  | [ 7 ]           |
| 1987 | Red Max                                      | Akció                        | Atari 8-bit, C64                                                                               |                 |
| 1987 | 3D Starfighter                               | Lövöldözős                   | Amstrad CPC, ZX Spectrum                                                                       | [ 8 ]           |
| 1987 | ATV Simulator                                | Sport                        | ZX Spectrum, C64, Amstrad CPC                                                                  | [ 9 ]           |
| 1988 | Jet Bike Simulator                           | Sport                        | ZX Spectrum, C64, Amstrad CPC, Atari ST, Amiga                                                 | [ 10 ]          |
| 1988 | Rock Star Ate My Hamster                     | Szimulációs                  | ZX Spectrum, C64, Amstrad CPC, Atari ST, Amiga                                                 |                 |
| 1988 | Fruit Machine Simulator                      | Szimulációs                  | ZX Spectrum, Atari 8-bit, C64, Amstrad CPC, Atari ST, Amiga                                    | [ 11 ]          |
| 1988 | The Race Against Time                        | Kaland                       | ZX Spectrum, C64, Amstrad CPC                                                                  | [ 12 ]          |
| 1988 | Pro BMX Simulator                            | Sport                        | ZX Spectrum, C64, Amstrad CPC                                                                  | [ 13 ]          |
| 1988 | International Rugby Simulator                | Sport                        | C64, Amstrad CPC, Atari ST, ZX Spectrum                                                        |                 |
| 1988 | Advanced Pinball Simulator                   | Flipper                      | Amstrad CPC, ZX Spectrum, Atari 8-bit, C64                                                     | [ 14 ]          |
| 1988 | Treasure Island Dizzy                        | Kaland, platform             | Amstrad CPC, ZX Spectrum, C64, Enterprise 64/128, Amiga, Atari ST, MS-DOS, NES, Amiga CD32     | [ 15 ]          |
| 1989 | Championship Jet Ski Simulator               | Sport                        | Amstrad CPC, ZX Spectrum, C64, Atari ST, Amiga                                                 | [ 10 ]          |
| 1989 | 4 Soccer Simulators                          | Sport                        | Amstrad CPC, C64, ZX Spectrum                                                                  | [ 16 ]          |
| 1989 | BMX Simulator 2                              | Sport                        | ZX Spectrum, C64, Amstrad CPC                                                                  | [ 17 ]          |
| 1989 | Turbo Chopper Simulator                      | Szimulációs                  | Amstrad CPC                                                                                    | [ 18 ]          |
| 1989 | Fast Food                                    | Labirintus                   | Amstrad CPC, ZX Spectrum, C64, Enterprise 64/128, Atari ST, Amiga, MS-DOS                      | [ 19 ]          |
| 1989 | Grand Prix Simulator II                      | Verseny                      | Amstrad CPC, C64, ZX Spectrum                                                                  | [ 20 ]          |
| 1989 | Operation Gunship                            | Akció                        | Amstrad CPC, C64, ZX Spectrum                                                                  | [ 21 ]          |
| 1989 | MiG-29: Soviet Fighter                       | Shoot ’em up                 | Amstrad CPC, C64, ZX Spectrum, Amiga, Atari ST, NES                                            |                 |
| 1989 | Fantasy World Dizzy                          | Kaland, platform             | Amstrad CPC, ZX Spectrum, C64, Enterprise 64/128, Amiga, Atari ST, MS-DOS                      | [ 22 ]          |
| 1989 | 750cc Grand Prix                             | Verseny                      | ZX Spectrum, Amstrad CPC                                                                       | [ 23 ]          |
| 1990 | Pro Boxing Simulator                         | Sport                        | C64, Amiga, Atari ST                                                                           | [ 24 ]          |
| 1990 | The Ultimate Stuntman                        | Akció                        | NES                                                                                            | [ 25 ]          |
| 1990 | Kwik Snax                                    | Labirintus                   | Amstrad CPC, ZX Spectrum, C64, Amiga, Atari ST, MS-DOS                                         | [ 26 ]          |
| 1990 | Bubble Dizzy                                 | Platform                     | Amstrad CPC, ZX Spectrum, C64, Amiga, Atari ST, MS-DOS                                         | [ 27 ]          |
| 1990 | Dizzy Panic                                  | Logikai                      | Amstrad CPC, ZX Spectrum, C64, Master System, Game Gear                                        | [ 28 ]          |
| 1990 | Italia 1990                                  | Sport                        | Amiga, Atari ST                                                                                | [ 29 ]          |
| 1991 | Slightly Magic                               | Akció-kaland                 | Amiga, Amstrad CPC, Atari ST, C64, ZX Spectrum                                                 |                 |
| 1991 | Seymour Goes to Hollywood                    | Kaland, platform             | Amiga, Amstrad CPC, Atari ST, C64, MS-DOS, ZX Spectrum                                         |                 |
| 1991 | Spellbound Dizzy                             | Kaland, platform             | Amiga, Amstrad CPC, Atari ST, C64, ZX Spectrum, Amiga CD32                                     |                 |
| 1991 | Tilt                                         | Logikai                      | ZX Spectrum                                                                                    |                 |
| 1991 | Magicland Dizzy                              | Kaland, platform             | Amstrad CPC, ZX Spectrum, C64                                                                  |                 |
| 1991 | Paris to Dakar Rally                         | Verseny                      | ZX Spectrum                                                                                    |                 |
| 1991 | Miami Chase                                  | Járműves harc                | ZX Spectrum                                                                                    |                 |
| 1991 | FireHawk                                     | Akció                        | NES, Atari ST, Amiga                                                                           | [ 30 ]          |
| 1991 | Big Nose the Caveman                         | Platform                     | NES, Amiga, Atari ST                                                                           | [ 31 ]          |
| 1991 | Dizzy Down the Rapids                        | Játéktermi                   | Amstrad CPC, ZX Spectrum, C64, Amiga, Atari ST, MS-DOS                                         | [ 32 ]          |
| 1991 | Fantastic Dizzy                              | Kaland, platform             | NES, MS-DOS, Master System, Mega Drive, Amiga, Game Gear, Amiga CD32                           | [ 33 ]          |
| 1991 | Micro Machines                               | Verseny                      | Amiga, NES, Master System, Mega Drive, MS-DOS, CD-i, Xbox                                      | [ 34 ]          |
| 1991 | CJ’s Elephant Antics                         | Platform                     | ZX Spectrum, C64, Atari ST, Amiga, NES                                                         | [ 35 ]          |
| 1992 | Steg                                         | Platform                     | Amiga, Amstrad CPC, Atari ST, C64, MS-DOS, ZX Spectrum                                         |                 |
| 1992 | Captain Dynamo                               | Platform                     | Amiga, Amstrad CPC, Atari ST, C64, MS-DOS, ZX Spectrum                                         |                 |
| 1992 | Linus Spacehead’s Cosmic Crusade             | Kaland, platform             | NES                                                                                            |                 |
| 1992 | Crystal Kingdom Dizzy                        | Kaland, platform             | Amstrad CPC, ZX Spectrum, C64, Amiga, Atari ST, MS-DOS, Amiga CD32                             | [ 36 ]          |
| 1992 | Big Nose Freaks Out                          | Akció                        | NES                                                                                            | [ 37 ]          |
| 1992 | Bee 52                                       | Akció                        | C64, NES                                                                                       |                 |
| 1992 | Robin Hood: Legend Quest                     | Platform                     | Atari ST, Amiga                                                                                | [ 38 ]          |
| 1992 | Slicks                                       | Verseny                      | C64                                                                                            |                 |
| 1993 | The Excellent Dizzy Collection               | Kaland, platform             | Master System, Game Gear                                                                       | [ 33 ]          |
| 1994 | Micro Machines 2: Turbo Tournament           | Verseny                      | Mega Drive, MS-DOS, Game Gear                                                                  | [ 34 ]          |
| 1994 | Psycho Pinball                               | Flipper                      | Mega Drive, MS-DOS                                                                             | [ 39 ]          |
| 1994 | Capt’n Havoc                                 | Platform                     | Mega Drive, Játékterem                                                                         |                 |
| 1994 | Pete Sampras Tennis                          | Sport                        | Mega Drive                                                                                     |                 |
| 1995 | Sampras Tennis 96                            | Sport                        | Mega Drive                                                                                     |                 |
| 1996 | Pete Sampras Tennis ’97                      | Sport                        | MS-DOS, PlayStation, Windows                                                                   |                 |
| 1996 | The Realm Online                             | MMORPG                       | Windows                                                                                        | [ 40 ]          |
| 1996 | Brian Lara Cricket ’96                       | Sport                        | Mega Drive, Windows, Amiga                                                                     | [ 41 ]          |
| 1997 | Micro Machines V3                            | Verseny                      | PlayStation, Windows, Nintendo 64                                                              | [ 34 ]          |
| 1997 | Jonah Lomu Rugby                             | Sport                        | Windows, PlayStation, Sega Saturn                                                              | [ 42 ]          |
| 1997 | TOCA Touring Car Championship                | Verseny                      | Windows                                                                                        | [ 43 ]          |
| 1998 | Colin McRae Rally                            | Verseny                      | Windows, PlayStation, Game Boy Color                                                           | [ 44 ]          |
| 1998 | Music                                        | Zene                         | PlayStation                                                                                    | [ 45 ]          |
| 1998 | Brian Lara Cricket                           | Sport                        | PlayStation, Windows                                                                           | [ 46 ]          |
| 1999 | TOCA 2: Touring Cars                         | Verseny                      | PlayStation, Windows                                                                           | [ 47 ]          |
| 1999 | No Fear Downhill Mountain Biking             | Sport                        | PlayStation, Game Boy Color                                                                    | [ 48 ]          |
| 1999 | Music 2000                                   | Zene                         | PlayStation, Windows                                                                           | [ 49 ]          |
| 2000 | Pro Pool                                     | Sports                       | Game Boy Color                                                                                 |                 |
| 2000 | Micro Maniacs                                | Verseny                      | PlayStation, Game Boy Color                                                                    | [ 50 ]          |
| 2000 | TOCA World Touring Cars                      | Verseny                      | PlayStation, Game Boy Advance                                                                  | [ 51 ]          |
| 2000 | Mike Tyson Boxing                            | Sport                        | PlayStation                                                                                    | [ 52 ]          |
| 2000 | Colin McRae Rally 2.0                        | Verseny                      | PlayStation, Windows, iOS                                                                      | [ 53 ]          |
| 2000 | Cannon Fodder                                | Shoot ’em up                 | Game Boy Color                                                                                 | [ 54 ]          |
| 2000 | Insane                                       | Verseny                      | Windows                                                                                        | [ 55 ]          |
| 2001 | Severance: Blade of Darkness                 | Akció-szerep, hack and slash | Windows                                                                                        | [ 56 ]          |
| 2001 | MTV Music Generator 2                        | Zene                         | PlayStation 2                                                                                  | [ 57 ]          |
| 2001 | Operation Flashpoint: Cold War Crisis        | Taktikai lövöldözős          | Windows                                                                                        | [ 58 ]          |
| 2002 | Mike Tyson Heavyweight Boxing                | Sport                        | PlayStation 2, Xbox                                                                            | [ 59 ]          |
| 2002 | Prisoner of War                              | Lopakodós                    | Windows, Xbox                                                                                  | [ 60 ]          |
| 2002 | Operation Flashpoint: Red Hammer             | Taktikai lövöldözős          | Windows                                                                                        |                 |
| 2002 | Operation Flashpoint: Resistance             | Taktikai lövöldözős          | Windows                                                                                        | [ 61 ]          |
| 2002 | Colin McRae Rally 3                          | Verseny                      | PlayStation 2, Xbox                                                                            | [ 62 ]          |
| 2002 | TOCA Race Driver                             | Verseny                      | PlayStation 2, Xbox, Windows                                                                   | [ 63 ]          |
| 2003 | Downhill Domination                          | Verseny                      | PlayStation 2                                                                                  |                 |
| 2003 | I.G.I.-2: Covert Strike                      | Taktikai lövöldözős          | Windows                                                                                        | [ 64 ]          |
| 2003 | IndyCar Series                               | Verseny                      | Windows, PlayStation 2, Xbox                                                                   | [ 65 ]          |
| 2003 | American Idol                                | Ritmus                       | Windows, PlayStation 2, Game Boy Advance                                                       | [ 66 ]          |
| 2004 | Colin McRae Rally 04                         | Verseny                      | Xbox, Windows                                                                                  | [ 67 ]          |
| 2004 | Street Racing Syndicate                      | Verseny                      | PlayStation 2, Xbox                                                                            | [ 68 ]          |
| 2004 | TOCA Race Driver 2                           | Verseny                      | Windows, PlayStation 2, PlayStation Portable, Xbox                                             | [ 69 ]          |
| 2004 | England International Football               | Sport, szimulációs           | PlayStation 2, Xbox                                                                            | [ 70 ]          |
| 2004 | IndyCar Series 2005                          | Verseny                      | PlayStation 2, Xbox                                                                            | [ 71 ]          |
| 2004 | MTV Music Generator 3                        | Zene                         | PlayStation 2, Xbox                                                                            | [ 72 ]          |
| 2004 | Soldiers: Heroes of World War II             | Valós idejű taktika          | Windows                                                                                        | [ 73 ]          |
| 2004 | Perimeter                                    | Valós idejű stratégia        | Windows                                                                                        | [ 74 ]          |
| 2004 | Second Sight                                 | Akció-kaland, lopakodós      | Windows, PlayStation 2, Xbox, GameCube                                                         | [ 75 ]          |
| 2005 | Worms 4: Mayhem                              | Tüzérségi, stratégia         | Windows, PlayStation 2, Xbox                                                                   | [ 76 ]          |
| 2004 | Colin McRae Rally 2005                       | Verseny                      | Xbox, Windows                                                                                  | [ 77 ]          |
| 2004 | Manchester United Soccer 2005                | Sport, szimulációs           | Windows                                                                                        | [ 78 ]          |
| 2005 | Heroes of the Pacific                        | Harcirepülő-szimulátor       | PlayStation 2, Windows, Xbox                                                                   |                 |
| 2005 | Operation Flashpoint: Elite                  | Taktikai lövöldözős          | Xbox                                                                                           | [ 79 ]          |
| 2005 | Brian Lara International Cricket 2005        | Sport                        | Windows, PlayStation 2, Xbox                                                                   | [ 80 ]          |
| 2006 | Race Driver 2006                             | Verseny                      | PlayStation Portable                                                                           |                 |
| 2006 | RF Online                                    | MMORPG                       | Windows                                                                                        | [ 81 ]          |
| 2006 | TOCA Race Driver 3                           | Verseny                      | Windows, PlayStation 2, Xbox, PlayStation Portable                                             | [ 82 ]          |
| 2006 | Micro Machines V4                            | Verseny                      | Windows, PlayStation 2, PlayStation Portable, Nintendo DS                                      | [ 83 ]          |
| 2006 | Dance Factory                                | Zene                         | PlayStation 2                                                                                  | [ 84 ]          |
| 2006 | ArchLord                                     | MMORPG                       | Windows                                                                                        | [ 85 ]          |
| 2006 | Rainbow Islands Revolution                   | Platform                     | Nintendo DS, PlayStation Portable                                                              | [ 86 ]          |
| 2006 | Bubble Bobble Revolution                     | Platform                     | Nintendo DS                                                                                    | [ 87 ]          |
| 2006 | Bubble Bobble Evolution                      | Platform                     | PlayStation Portable                                                                           |                 |
| 2007 | Super Fruit Fall                             | Logikai                      | Wii                                                                                            |                 |
| 2007 | Maelstrom: The Battle for Earth Begins       | Valós idejű stratégia        | Windows                                                                                        | [ 88 ]          |
| 2007 | Heatseeker                                   | Harcirepülő-szimulátor       | PlayStation 2, Wii, PlayStation Portable                                                       | [ 89 ]          |
| 2007 | Hospital Tycoon                              | Gazdasági szimulátor         | Windows                                                                                        | [ 90 ]          |
| 2007 | Colin McRae: Dirt                            | Verseny                      | Windows, PlayStation 3, Xbox 360                                                               | [ 91 ]          |
| 2007 | Overlord                                     | Akció-szerep                 | Windows, Xbox 360                                                                              | [ 92 ]          |
| 2007 | Rafa Nadal Tennis                            | Sport                        | Nintendo DS                                                                                    | [ 93 ]          |
| 2007 | Race Driver: Create & Race                   | Verseny                      | Nintendo DS                                                                                    | [ 94 ]          |
| 2007 | Brian Lara International Cricket 2007        | Sport                        | Windows, Xbox 360, PlayStation 2                                                               | [ 95 ]          |
| 2007 | Brian Lara 2007 Pressure Play                | Sport                        | PlayStation Portable                                                                           | [ 96 ]          |
| 2007 | Clive Barker’s Jericho                       | First-person shooter         | Windows, PlayStation 3, Xbox 360                                                               | [ 97 ]          |
| 2007 | Impossible Mission                           | Platform                     | Nintendo DS, Wii                                                                               | [ 98 ]          |
| 2007 | Sensible World of Soccer                     | Sport                        | Xbox 360                                                                                       | [ 99 ]          |
| 2007 | The Lord of the Rings Online                 | MMORPG                       | Windows                                                                                        | [ 100 ]         |
| 2008 | Overlord: Raising Hell                       | Akció-szerep                 | Windows, PlayStation 3, Xbox 360                                                               | [ 101 ]         |
| 2008 | Turning Point: Fall of Liberty               | First-person shooter         | Windows, PlayStation 3, Xbox 360                                                               | [ 102 ]         |
| 2008 | Bliss Island                                 | Logikai                      | Xbox 360, Windows, PlayStation Portable                                                        | [ 103 ]         |
| 2008 | Dirty Dancing: the Video Game                | Logikai                      | Windows                                                                                        | [ 104 ]         |
| 2008 | Emergency Mayhem                             | Verseny, akció               | Wii                                                                                            | [ 105 ]         |
| 2008 | Race Driver: Grid                            | Verseny                      | Windows, PlayStation 3, Xbox 360, Nintendo DS                                                  | [ 106 ]         |
| 2008 | James Pond 2                                 | Platform                     | Nintendo DS                                                                                    | [ 107 ]         |
| 2008 | Bella Sara                                   | Életszimulátor, logikai      | Nintendo DS, Windows                                                                           | [ 108 ]         |
| 2008 | You’re in the Movies                         | Parti                        | Xbox 360                                                                                       | [ 109 ]         |
| 2008 | The Lord of the Rings Online: Mines of Moria | MMORPG                       | Windows                                                                                        |                 |
| 2008 | Rise of the Argonauts                        | Akció-szerep                 | Windows, PlayStation 3, Xbox 360                                                               | [ 110 ]         |
| 2009 | Leisure Suit Larry: Box Office Bust          | Akció-kaland                 | Windows, PlayStation 3, Xbox 360                                                               | [ 111 ]         |
| 2009 | Damnation                                    | Third-person shooter         | Windows, PlayStation 3, Xbox 360                                                               | [ 112 ]         |
| 2009 | Fuel                                         | Verseny                      | Windows, PlayStation 3, Xbox 360                                                               | [ 113 ]         |
| 2009 | Overlord: Minions                            | Logikai                      | Nintendo DS                                                                                    | [ 114 ]         |
| 2009 | Overlord: Dark Legend                        | Akció-szerep                 | Wii                                                                                            | [ 115 ]         |
| 2009 | Overlord II                                  | Akció-szerep                 | Windows, PlayStation 3, Xbox 360                                                               | [ 116 ]         |
| 2009 | Ashes Cricket 2009                           | Sport                        | PlayStation 3, Wii, Xbox 360, Windows                                                          | [ 117 ]         |
| 2009 | Colin McRae: Dirt 2                          | Verseny                      | Nintendo DS, PlayStation 3, PlayStation Portable, Wii, Xbox 360, Windows                       | [ 118 ]         |
| 2009 | Operation Flashpoint: Dragon Rising          | Taktikai lövöldözős          | Windows, PlayStation 3, Xbox 360                                                               | [ 119 ]         |
| 2009 | Dragonology                                  | Oktató                       | Nintendo DS                                                                                    | [ 120 ]         |
| 2009 | F1 2009                                      | Verseny                      | Wii, PlayStation Portable                                                                      | [ 121 ]         |
| 2010 | F1 2010                                      | Verseny                      | Windows, PlayStation 3, Xbox 360                                                               | [ 122 ]         |
| 2010 | International Cricket 2010                   | Sport                        | PlayStation 3, Xbox 360                                                                        | [ 123 ]         |
| 2011 | Dirt 3                                       | Verseny                      | Windows, PlayStation 3, Xbox 360, macOS                                                        | [ 124 ]         |
| 2011 | Operation Flashpoint: Red River              | Taktikai lövöldözős          | Windows, PlayStation 3, Xbox 360                                                               | [ 125 ]         |
| 2011 | Bodycount                                    | First-person shooter         | PlayStation 3, Xbox 360                                                                        | [ 126 ]         |
| 2011 | F1 2011                                      | Verseny                      | Windows, PlayStation 3, Xbox 360, Nintendo 3DS, PlayStation Vita                               | [ 127 ]         |
| 2011 | Dizzy: Prince of the Yolkfolk                | Kaland, platform             | iOS                                                                                            | [ 128 ]         |
| 2012 | Dirt: Showdown                               | Verseny                      | Windows, PlayStation 3, Xbox 360, Linux                                                        | [ 129 ]         |
| 2012 | F1 2012                                      | Verseny                      | Windows, PlayStation 3, Xbox 360                                                               | [ 130 ]         |
| 2012 | F1 Race Stars                                | Gokartverseny                | Windows, PlayStation 3, Xbox 360                                                               | [ 131 ]         |
| 2013 | Colin McRae Rally                            | Verseny                      | iOS, Android, macOS, Windows                                                                   | [ 132 ]         |
| 2013 | Grid 2                                       | Verseny                      | Windows, PlayStation 3, Xbox 360, macOS                                                        | [ 133 ]         |
| 2013 | F1 2013                                      | Verseny                      | Windows, PlayStation 3, Xbox 360                                                               | [ 134 ]         |
| 2013 | F1 Race Stars: Powered Up Edition            | Gokartverseny                | Wii U                                                                                          | [ 135 ]         |
| 2014 | Grid Autosport                               | Verseny                      | Windows, PlayStation 3, Xbox 360, Linux, macOS, Nintendo Switch                                | [ 136 ]         |
| 2014 | F1 2014                                      | Verseny                      | Windows, PlayStation 3, Xbox 360                                                               | [ 137 ]         |
| 2014 | Toybox Turbos                                | Verseny                      | Windows, PlayStation 3, Xbox 360                                                               | [ 138 ]         |
| 2015 | F1 2015                                      | Verseny                      | Windows, PlayStation 4, Xbox One, Linux                                                        | [ 139 ]         |
| 2015 | Overlord: Fellowship of Evil                 | Akció-szerep                 | Windows, PlayStation 4, Xbox One                                                               | [ 140 ]         |
| 2015 | Dirt Rally                                   | Verseny                      | Windows, PlayStation 4, Xbox One, Linux, macOS                                                 | [ 141 ]         |
| 2016 | F1 2016                                      | Verseny                      | Windows, PlayStation 4, Xbox One, macOS                                                        | [ 142 ]         |
| 2017 | Micro Machines World Series                  | Verseny                      | Windows, PlayStation 4, Xbox One                                                               | [ 143 ]         |
| 2017 | Dirt 4                                       | Verseny                      | Windows, PlayStation 4, Xbox One, Linux, macOS                                                 | [ 144 ]         |
| 2017 | F1 2017                                      | Verseny                      | Windows, PlayStation 4, Xbox One, Linux, macOS                                                 | [ 145 ]         |
| 2018 | Onrush                                       | Verseny                      | PlayStation 4, Xbox One                                                                        | [ 146 ]         |
| 2018 | F1 2018                                      | Verseny                      | Windows, PlayStation 4, Xbox One                                                               | [ 147 ]         |
| 2019 | Dirt Rally 2.0                               | Verseny                      | Windows, PlayStation 4, Xbox One                                                               | [ 148 ]         |
| 2019 | F1 2019                                      | Verseny                      | Windows, PlayStation 4, Xbox One                                                               | [ 149 ]         |
| 2019 | Grid                                         | Verseny                      | Windows, PlayStation 4, Xbox One, Stadia                                                       | [ 150 ]         |
| 2020 | F1 2020                                      | Verseny                      | Windows, PlayStation 4, Xbox One, Stadia                                                       | [ 151 ]         |
| 2020 | Dirt 5                                       | Verseny                      | Windows, PlayStation 4, PlayStation 5, Xbox One, Xbox Series X/S                               | [ 152 ]         |
| 2021 | F1 2021                                      | Verseny                      | Windows, PlayStation 4, PlayStation 5, Xbox One, Xbox Series X/S                               | [ 153 ]         |
| 2022 | Grid Legends                                 | Verseny                      | Windows, PlayStation 4, PlayStation 5, Xbox One, Xbox Series X/S, Meta Quest 2, Meta Quest Pro | [ 154 ] [ 155 ] |
| 2022 | F1 22                                        | Verseny                      | Windows, PlayStation 4, PlayStation 5, Xbox One, Xbox Series X/S                               | [ 156 ]         |
| 2023 | F1 23                                        | Verseny                      | Windows, PlayStation 4, PlayStation 5, Xbox One, Xbox Series X/S                               | [ 157 ]         |
| 2023 | EA Sports WRC                                | Verseny                      | Windows, PlayStation 5, Xbox Series X/S                                                        | [ 158 ]         |
| 2024 | F1 24                                        | Verseny                      | Windows, PlayStation 4, PlayStation 5, Xbox One, Xbox Series X/S                               | [ 159 ]         |

### Törölt játékok
- Dragon Empires
- Jumpgate Evolution
- Heist
- The Outsider